# Hedana maculosa
Hedana maculosa là một loài nhện trong họ Thomisidae.
Loài này thuộc chi Hedana. Hedana maculosa được Henry Roughton Hogg miêu tả năm 1896.